# Анонім нотаріус

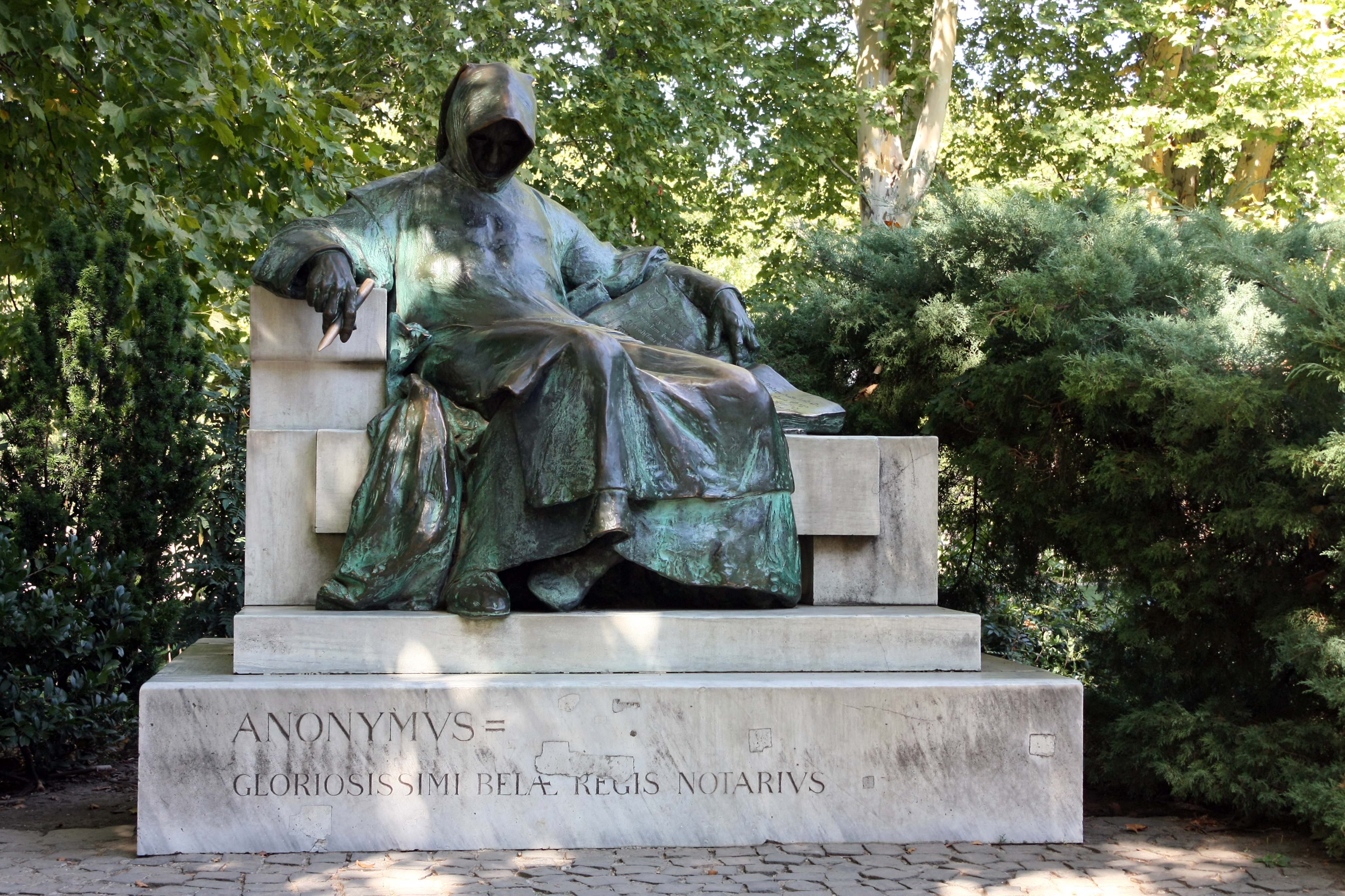
Статуя Аноніма в міському парку Будапешта роботи Міклоша Лігеті (1903)

Анонім нотаріус (Bele Regis Notarius) або ж угорський анонім — нотарій угорського короля Бели III (1172—1196), автор «Діянь угрів» (Gesta Hungarorum, 1196—1203). 

## Відомості
Наявна про нього інформація є дуже неповною. Відомо, що його латинізоване ім'я починається з букви Р, оскільки він іменував себе «P. dictus magister». За однією версією це єпископ Печка (Петро), за другою — єпископ Повша, який був нотаріусом короля Бели III. Є великі підстави вважати, що Анонім був єпископом, знав слов'янську мову, мабуть, хорватську і, можливо, був білим хорватом.
Анонім є автором найдетальнішого опису історії приходу угорців на територію, де тепер розташована Угорщина. Цей опис міститься у його найвідомішій праці «Gesta Hungarorum» («Діяння угрів»). Єдиний екземпляр цієї праці знаходиться у Національній бібліотеці Сейчені (м. Будапешт). Угорський анонім, розповідаючи про переселення в IX столітті мадярів до Середнього Подунав'я, повідомляв про підкорення ними Києва, давнього Галича, Володимира. Як показали дослідження джерелознавців, анонім механічно переніс реалії сучасної йому Київської Русі XII століття на події IX століття, обґрунтовуючи тим самим політику Арпадів, спрямовану на підкорення земель Галицького князівства. Водночас повідомлення угорського аноніма можуть бути використані для вивчення історії Русі доби удільної роздробленості.
Інформація, наведена в «Діяннях …», опосередковано вказує на походження автора праці з регіону Верхнього Потисся.
У передмові Анонім вказує, що навчався у Західній Європі, найбільш імовірно в Парижі. Саме тут він познайомився з такою формою історичних праць, як «Діяння …».

## Твори
- P.magistris, qui Anonymus dicitur, Gesta Hungarorum. В кн.: Scriptores Rerum Hungaricarum tempore ducum regumque stirpis Arpadianae gestarum, vol. 1. Budapest, 1937
- Угорський переклад — Anonymus. Gesta Hungarorum. Bela király jegyzőjenek könyve a maguarok cselekedeteiről. Budapest, 1977.